# Tine van Hoytema-Hogervorst

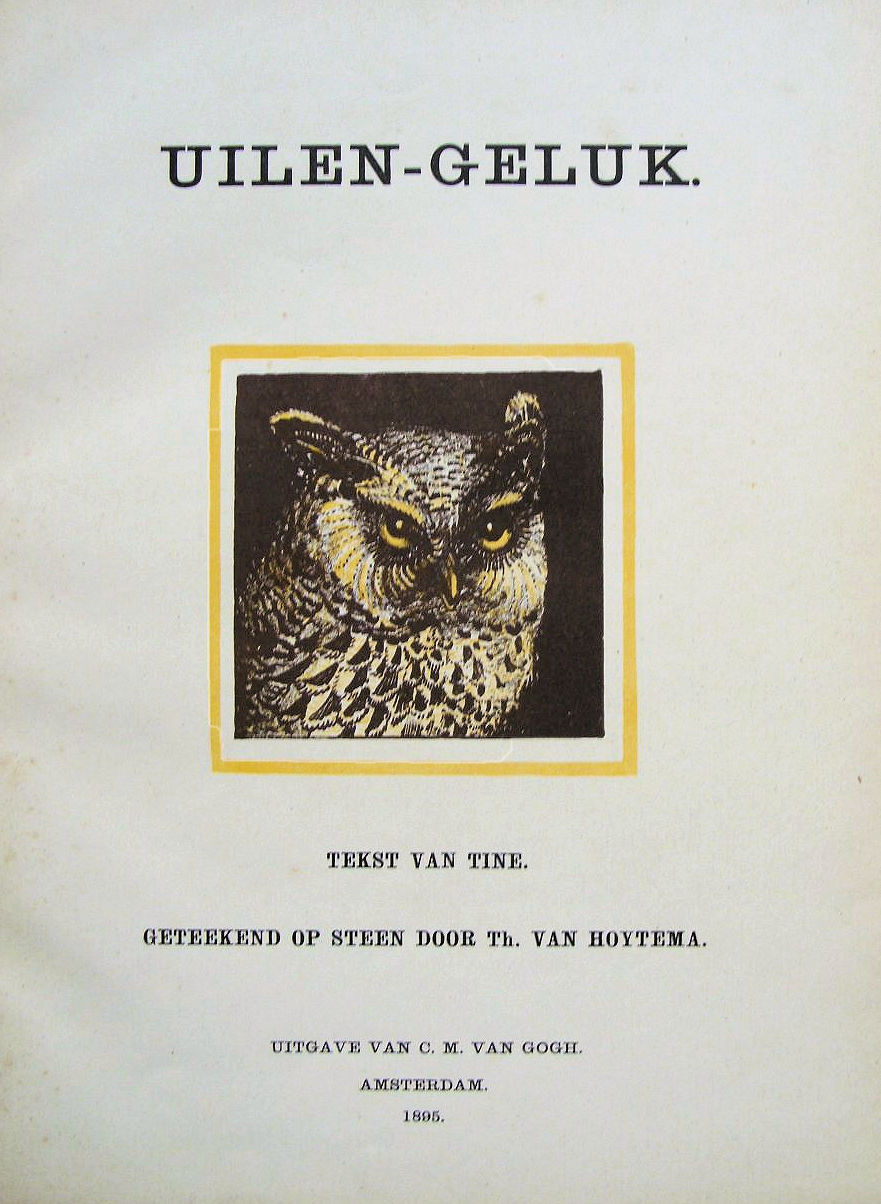
Titelblad Uilen-geluk (1895)

Martina (Tine) van Hoytema-Hogervorst (Oegstgeest, 1 oktober 1865 – Hilversum, 29 november 1927) was een Nederlands textielkunstenaar en auteur.

## Leven en werk
Tine Hogervorst was een dochter van landarbeider Reinier Hogervorst en Clasina Kaspers. Ze was van eenvoudige komaf en volgde geen artistieke opleiding. In 1891 trouwde ze met kunstschilder Theo van Hoytema (1863-1917), met wie ze in Loosduinen ging wonen. Het echtpaar stond model voor de hoofdpersonen in de roman Leo en Gerda (1911) van Aeg. W. Timmerman. Timmerman uitte zich negatief over Tine. Volgens hem werd Gerda (Tine) door Leo (Theo) uit de prostitutie gered en was zij "heftig jaloersch op haar man en op zijn hoogere beschaving, haatdragend en eigenwijs." Ook andere kunstenaarsvrienden begrepen de keus van Van Hoytema voor een vrouw uit het volk niet. Voor Van Hoytema vielen de jaren van hun samenzijn echter samen met zijn creatieve ontplooiing en inspireerde zij hem in zijn werk. Ze werkten ook samen. Zo schreef Van Hoytema-Hogervorst onder het pseudoniem Tine de tekst voor Uilen-geluk (1895), een prentenboek met twintig litho's van haar man. Een Engelse vertaling werd een jaar later uitgebracht onder de titel The happy owls. In 1963 gebruikte grafisch ontwerper Celestino Piatti Hogervorsts in het Duits vertaalde tekst voor een nieuwe uitgave met zijn eigen illustraties.
In de jaren 1890 ontwierp Theo van Hoytema een aantal haard- en kamerschermen, meubelbekleding en kussen in een japoniserende stijl, Tine verzorgde hiervoor het borduurwerk en signeerde dat met Tine vH. Volgens G. Knuttel jr., die het echtpaar persoonlijk kende, was zij "Uitermate handig in alles, borduurde zij zeer verdienstelijk, ontwerpen door haar echtgenoot vervaardigd".
In 1896 toonden zij hun werk bij kunsthandel Frans Buffa & Zonen in Amsterdam. Recensent A.C. Loffelt noteerde: "Zoo ziet men b.v. met zijde geborduurde schermpjes en kamerschutjes, nog veel schitterender van kleur dan de met pastel of verf uitgevoerde teekeningen. Dit is het kunstnaaldwerk van Mevrouw Van Hoytema." R.W.P. de Vries jr. besprak tien jaar later voor het blad Onze kunst het kunstnaaldwerk in Nederland. Volgens hem miste Van Hoytema-Hogervorst toch een zekere techniek, in tegenstelling tot Johanna Derkinderen en Willy Dijsselhof: "Waar v. Hoytema's dieren in vele opzichten de herinnering aan die van Japansche virtuosen in zich dragen, daar doet het borduurwerk van Mevr. v. Hoytema ons ook aan als een goed Japansch kamerschermpaneel zonder echter die geraffineerdheid der techniek te bezitten. Toch zijn ze uitnemend in het karakter, die bonte papagaai op het grove linnen der stoelenrug en de kraag-aapjes met hunne schitteroogjes op het haardscherm."
Het echtpaar Van Hoytema verhuisde in 1894 naar Voorburg en in 1897 naar Hilversum. In 1902 scheidden zij van tafel en bed. Theo van Hoytema overleed in 1917, in 1923 werd in Den Haag ter herinnering aan hem een monument geplaatst. G. Knuttel jr. baseerde het ontwerp op een tekening van twee uilen die Van Hoytema maakte voor Uilen-geluk en ook gebruikte voor zijn ex libris. Zijn weduwe kon wegens ziekte niet aanwezig zijn, maar liet een brief voorlezen waarin zij toezegde een deel van zijn nalatenschap, waaronder het schilderij Mantelgieren, aan de Nederlandse staat te schenken.
Tine van Hoytema-Hogervorst overleed eind 1927 in het Diaconessenhuis in Hilversum, op 62-jarige leeftijd. Een aantal maanden later werd haar "kostbaren inboedel en het gedl. nagelaten werk van Theo van Hoytema" geveild.

## Enkele werken
- 1895: boek Uilen-geluk (1895), geïllustreerd met litho's van Theo van Hoytema. Amsterdam: G.M. van Gogh. (2e druk Laren: Schoonderbeek, 1978.)
- 1896: borduurwerk met vogels voor een driedelig kamerscherm. Het scherm is ontworpen door Theo van Hoytema. Collectie Museum of Fine Arts Boston.[12]
- 1899: borduurwerk met twee aapjes voor een haardscherm. Het scherm is ontworpen door Theo van Hoytema en uitgevoerd bij Van Wijngaarden & Co. Collectie Stedelijk Museum Amsterdam[13]

### galerij

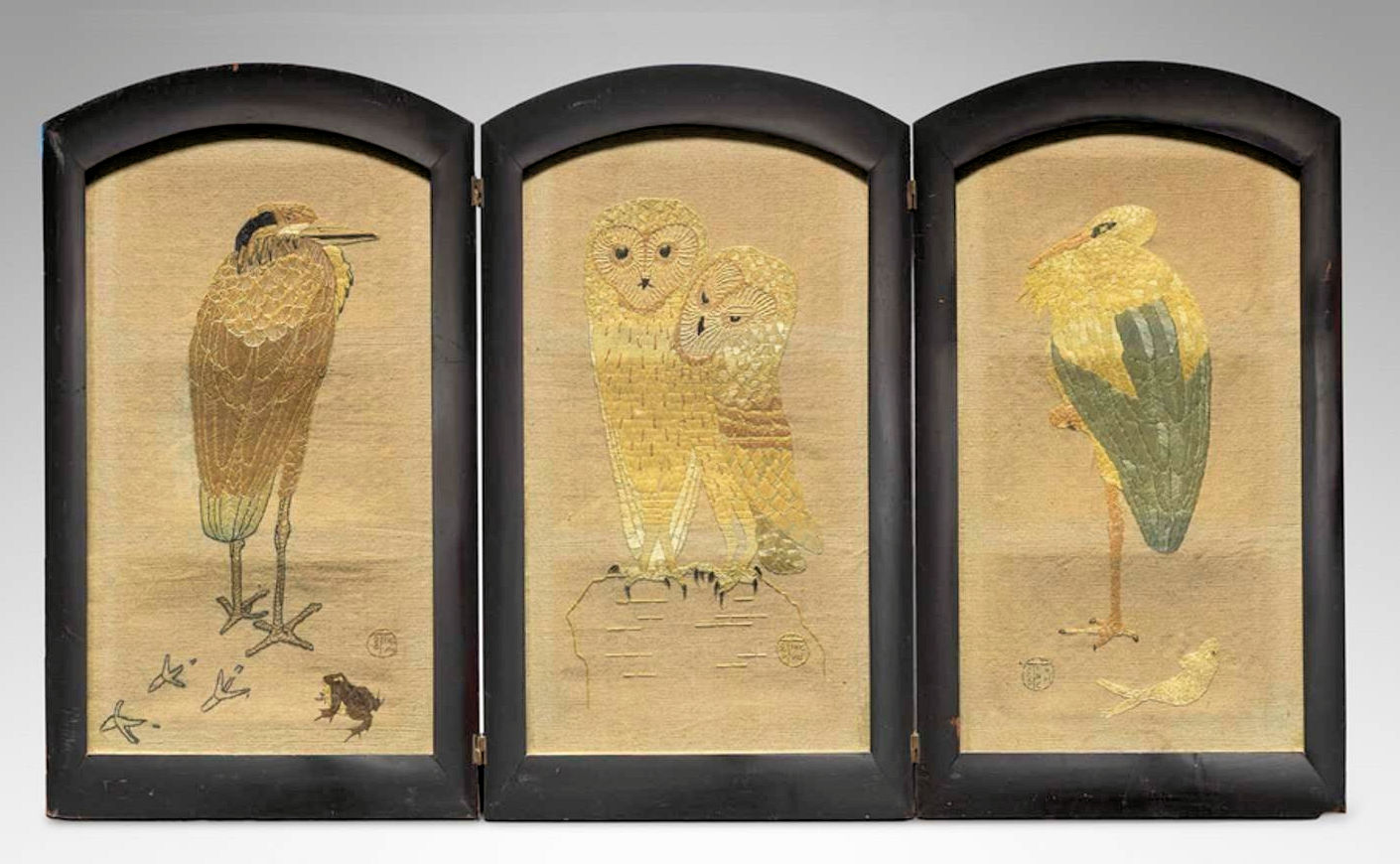
Driedelig kamerscherm (1896), met een geborduurde reiger met kikker, een uilenpaar en een ooievaar met vis

- Digitale Bibliotheek voor de Nederlandse Letteren: tine002
- Virtual International Authority File: 88455393